# Cussons (Sora)
Cussons és una entitat de població situada a la Vall de Cussons. El nucli forma part del municipi de Sora. Està situat a la Comarca d'Osona i a la sub-comarca d'El Bisaura.
El nucli està situat al sud del cap de municipi (Sora). S'hi arriba per la carretera BV4654 que uneix Sant Agustí de Lluçanès per l'oest i Sant Quirze de Besora i la C-17 per l'est. Al costat del nucli hi transcorre la Riera de Cussons.